# Douglas Jardine
Pour les articles homonymes, voir Jardine.
Douglas Robert Jardine est un joueur de cricket international anglais né le 23 octobre 1900 à Bombay et décédé le 18 juin 1958 à Montreux. Batteur amateur au sein du Surrey County Cricket Club, il compte vingt-deux sélections en Test cricket entre 1928 et 1934. Capitaine de l'équipe d'Angleterre à partir de 1931, il est le principal initiateur de la tactique appelée Bodyline, employée notamment contre l'équipe d'Australie lors des Ashes en 1932-33, et qui provoque l'indignation australienne.

## Biographie
Douglas Jardine nait le 23 octobre 1900 à Bombay, alors sous domination britannique. Son père, Malcolm Robert Jardine, né à Simla en 1869, est un temps avocat général à Bombay et a joué en first-class cricket pour le Middlesex et pour Oxford University. Douglas Jardine est envoyé en Angleterre à l'âge de neuf ans et est éduqué à Winchester. Il entre ensuite au New College d'Oxford pour y étudier le droit et où, comme son père, il fait partie de l'équipe de cricket. En 1921, il joue avec Oxford contre l'équipe d'Australie en tournée, et il réussit une manche de 96 runs. Il marque son premier century en first-class cricket et débute avec le Surrey County Cricket Club la même saison.
Une blessure le prive d'une bonne partie de la saison 1922. En 1924, il devient vice-capitaine du Surrey, mené alors par Percy Fender. Il fait ses débuts internationaux en 1928 contre les Indes occidentales, dont c'est également le premier test. Il est sélectionné pour la tournée de 1928-1929 en Australie, et disputent les cinq matchs de la série de tests qui voient l'Angleterre conserver les Ashes. Il marque 214 runs en une manche contre la Tasmanie, son meilleur total en first-class cricket.

## Principales équipes
|                         | First-class cricket |
| ----------------------- | ------------------- |
| Oxford University       | 1920 - 1923         |
| Surrey                  | 1921 - 1934         |
| Marylebone Cricket Club | 1925 - 1933-34      |

## Récompenses individuelles
- Un des cinq joueurs Wisden Cricketers of the Year de l'année 1928

## Bilan sportif

### Sélections
- 22 sélections en Test cricket (1928 - 1934)
  - 15 fois capitaine (1931 - 1934), 9 victoires, 5 draws, 1 défaite

### Statistiques
| Statistiques internationales                            |       |
|                                                         | Tests |
| Matchs joués                                            | 22    |
| Courses marquées                                        | 1296  |
| Moyenne à la batte                                      | 48,00 |
| 50/100                                                  | 10/1  |
| Meilleur score                                          | 127   |
| Guichets pris                                           | -     |
| Moyenne au lancer                                       | -     |
| 5 g. en une manche                                      | -     |
| 10 g. en un match                                       | -     |
| Meilleure perf. lancer                                  | -     |
| Catches/Stumpings                                       | 26/-  |
| Statistiques générales                                  |       |
|                                                         | FC    |
| Matchs joués                                            | 262   |
| Courses marquées                                        | 14848 |
| Moyenne à la batte                                      | 46,83 |
| 50/100                                                  | 72/35 |
| Meilleur score                                          | 214   |
| Guichets pris                                           | 48    |
| Moyenne au lancer                                       | 31,10 |
| 5 g. en une manche                                      | 1     |
| 10 g. en un match                                       | -     |
| Meilleure perf. lancer                                  | 6/28  |
| Catches/Stumpings                                       | 188/- |
| Mise à jour de la boîte : 1er août 2008 Actualiser aide |       |